# Hans Wrangel
Hans Wrangel af Ludenhof, född 1588, död 30 juli 1667 i Reval, var en svensk militär.

## Biografi
Hans Wrangel af Ludenhof föddes 1588. Han var son till Hans Wrangel och Barbara Anrep. Wrangel var 1620 löjtnant vid estniska adelsfaneregementet och blev 4 juli 1624 lantråd i Estland och sägs då varit överstelöjtnant. Han var 1631 överste och kommendant på Kokenhusen och 1632 överste för ett regemente dragoner. Wrangel upphödes 8 oktober 1653 till friherre, jämte sina kusins son, ryttmästaren Herman Wrangel, och introducerades 1664 i Sveriges Riddarhus med namnet Wrangel af Ludenhof, samt under nummer 55. Han avled 1667 i Reval och begravdes 26 mars 1668 i Revals domkyrka.

### Egendom
Wrangel var friherre till Ludenhoff, som han fick i förläning 4 januari 1624, herre till Allo i Rappels socken, samt Kymmenegård i Kymmene socken, som han fick mot penningförsträckning till kronan 6 maj 1629.

### Familj
Wrangel gifte sig första gången 1620 med Anna Yxkull (död 1651), dotter till lantrådet Johan Yxkull och Anna von Rosen. De fick tillsammans barnen Ebba Barbara Wrangel som var gift med överstelöjtnanten och lantrådet Carl Adolf von Tiesenhausen, generalmajoren och lantrådet Johan Eberhard von Bellingshausen och överstelöjtnanten Otto Johan Yxkull och Anna Brita Wrangel som var gift med översten Didrik von Rosen.
Wrangel gifte sig andra gången 15 september 1661 i Revals domkyrka med sin kusin Gertrud Yxkull, dotter av mannrichtern Georg Yxkull och Elisabet Magdalena Wrangel. Efter Hans Wrangels död gifte Yxkull om sig med fältmarskalken Otto Vilhelm von Fersen.